# Матс Ек
Матс Ек (швед. Mats Ek, 18 квітня 1945, Мальме) — шведський танцівник, хореограф, театральний режисер, керівник Cullberg Ballet з 1985 по 1993 роки. Син актора Андерса Ека та балерини, хореографа Бірґіт Кульберг, брат танцівника Нікласа Ека та брат-близнюк актриси Малін Ек, чоловік танцівниці Ани Лагуни.

## Біографія
Ек народився у Мальме 1945 року у сім'ї актора Андерса Ека і хореографа Бірґіт Кульберг.
Навчався театральному мистецтву у Стокгольмі. У 1976 році, захопившись театром маріонеток, поставив лялькову виставу по драмі Бюхнера «Войцек». Працював у Королівському драматичному театрі Стокгольму (Драматен) із режисером Інгмаром Бергманом. У 17 років, різко змінивши свій шлях, почав займатися спочатку сучасним танцем, вивчаючи техніку Марти Грем у педагога Доньї Фойєр, а потім і класичним балетом. 1971 року дебютував як танцівник. Танцювальна манера та розуміння балетного мистецтва склалися у Ека під впливом ідей та техніки танцю модерн. У 1973 році він вступив до балетної трупи матері як танцівник, згодом почав постановчу діяльність, а у 1985—1993 був її керівником. Крім балетних постановок виступає як театральний та оперний режисер.
Матс Ек — чоловік танцівниці Ани Лагуни, з розрахунку саме на її обдарованість ним було поставлено багато спектаклів. Також при створенні нових робіт співпрацював з балериною Сільві Ґіллем, своїм братом Нікласом та Михайлом Баришниковим.
Матс Ек та Ана Лагуна попрощалися зі сценою у 2016 році, давші останні виступи 6 та 10 січня у Парижі, у Театрі Єлисейських Полів та виконавши She was Black (1994), «Соло для двох» (1996) та Hache (2016) разом з танцівниками Іваном Аузелі, Оскаром Соломонсоном та Дороті Делабі.

## Творчість
Серед перших робіт Матса Ека «Святий Георгій та дракон» (1976). В таких його балетах як «Дім Бернарди» (1978) за драмою Федеріко Гарсіа Лорки і «Кармен» (1992) видно тяжіння до постановок на іспанські теми. Іспанкою була і його абсолютно антикласична муза Ана Лагуна, для якої він поставив майже всі центральні партії своїх балетів. У балетах Ека не використовуються пуанти, а костюми здебільшого побутові.
Міжнародне визнання Еку принесло авторське прочитання старовинного романтичного балету «Жизель» (1982). Матс Ек також зробив власні інтерпретації таких балетів класичної спадщини, як «Лебедине озеро» (1987) та «Спляча красуня» (1996). Манеру Ека-хореографа відрізняє схильність до цитати та пародії, підриву авторитетів, наближеність до театру абсурду. Хореографія Матса Ека вирізняється поєднанням класичного танцю, модерну і мінімалістських жестів.

## Постановки

### Ляльковий театр
- 1976 — Kalfaktorn (за драмою Георга Бюхнера «Войцек»)

### Балет
- 1976 — «Св. Георгій та дракон», «Слуга офіцера»
- 1978 — «Бернарда» (за драмою Федеріко Гарсіа Лорки «Дім Бернарди Альби»)
- 1982 — «Жизель» Адольфа Адана
- 1984 — «Весна священна» Ігоря Стравінського
- 1987 — «Парк», «Трава», «Лебедине озеро» П. І. Чайковського
- 1989 — Gamla barn
- 1992 — «Кармен»
- 1995 — She was Black, «Дим»
- 1996 — «Спляча красуня» (для трупи Гамбурзького балету)
- 1997 — A Sort Of… (для Нідерландського театру танцю)
- 2000 — Квартира (для Паризької національної опери)
- 2002 — Fluke
- 2012 — Прощання (для Сільві Гілем)
- 2013 — Джульєтта і Ромео на музику П. І. Чайковського [* 1], сценографія Магдалени Оберг, світло Лінуса Фелбома[sv], в головних ролях [* 2] — Маріко Кіда (Джульєтта), Ентоні Ломільо (Ромео), Ана Лагуна (Годівниця), Жером Маршан (Jérôme Marchands, Меркуціо), Ніклас Ек[sv] (Герцог), диригент — Олександр Поляничко, Шведський королівський балет.

### Опера
- 1999 — Дон Жуан В. А. Моцарта

### Драматичний театр
- 2001 — Андромаха Жана Расіна
- 2007 — Гра снів[en] Августа Стріндберга
- 2010 — Вишневий сад А. П. Чехова

## Фільмографія
Режисерські роботи:
- 1974 — «Тінь» [* 3] / En skugga (телеспектакль за п'єсою Ялмара Бергмана, в ролях: Йонас Бергстрьом, Андерс Ек, Малін Ек)
- 1978 — «Дім Бернарди» (Бернарда Альба — Люк Боуї)
- 1982 — «Жизель» (Жизель — Ана Лагуна, граф Альберт — Люк Боуї)
- 1990 — «Лебедине озеро» (Принц — Іван Аузелі, Королева лебедів — Ана Лагуна)
- 1993 — «Мокра жінка» / Wet woman (Сільві Гіллем, для док. фільму Найджела Уоттіса)
- 1994 — «Кармен» (Кармен — Ана Лагуна, Дон Хозе — Марк Хван, Ескамільо — Іван Аузелі)
- 1996 — «Дим» / Rök (Ніклас Ек і Сільві Гіллем)
- 1999 — «Спляча красуня» (принцеса Аврора — Ванесса де Ліньєр, Карабосс — Джамаль Гуда, принц Дезіре — Ітан Сівак)
- 2012 — «Стара і двері» / Gammal och dörr (Іван Аузелі та Ана Лагуна)
- 2013 — «Прощання» / Ajö, «За лаштунками: знімаючи „Прощання“» / Behind the Scenes: The Filming of Bye (док. фільм)

Балетмейстерські роботи:
- 2003 — «Квартира» (вистава Паризької Опери за участю Кадера Беларбі, Марі-Аньєс Жило, Клермарін Оста, Ніколя Ле Ріша, Жозе Мартінеса)
- 2012 — «Місце» / Place (Михайло Баришніков та Ана Лагуна; режисер — Йонас Окерлунд (Jonas Åkerlund)

Творчості хореографа присвячений документальний фільм «Танець, сповнений життя: портрет Матса Ека» / Keeping Dance Alive: A Mats Ek Portrait

## Визнання
- 2006 — приз «Бенуа танцю» (у номінації «За життя в мистецтві»)